# 沼本房家
沼本 房家（ぬもと ふさいえ）は、戦国時代から安土桃山時代にかけての武将。

## 略歴
沼本氏は美作国弓削庄の国人で、源氏の末裔を称していた。沼本兼家が赤松氏に仕えた事から、歴史の表舞台に現れる事となる。
はじめ播磨国の戦国大名・赤松氏に仕えたが勢力を伸ばした浦上氏に従い、その知勇兼備の勇将ぶりを買われて重臣となった。ところが、浦上家臣の宇喜多直家が謀反を起こした際に、直家は主君・浦上宗景と景直の離間策を弄し、謀反を疑われた景直は宇喜多氏に帰順して、その家臣となった。
以後は、宇喜多氏の配下として、永禄10年（1567年）三村氏家臣・植木秀長の籠もる斉田城攻防戦に参加。また、元亀元年（1570年）、毛利氏家臣・香川光景らの籠もる美作高田城を三浦氏残党と共に攻めて、攻略した。天正2年（1574年）には、浦上氏と組んで宇喜多氏に対抗した三浦貞広と戦い敗れるも、後に和睦した毛利氏の支援を得て貞広を従属させた。その後、宇喜多氏は毛利氏に従属すると、天正6年（1578年）に毛利氏に従い、播磨上月城攻略戦に出陣。この上月城の戦いで、城に籠もる尼子勝久ら尼子再興軍を滅ぼした。
しかし、主君・直家は従属先を織田氏に変え、毛利氏と敵対する事となり、天正8年（1580年）、毛利方の備中国加茂城攻めの最中に、反撃に遭い討死した。
家督は弟・豊国が継いだ。